# Fort Clark Springs (Teksas)
Fort Clark Springs je naseljeno mjesto za statističke potrebe u američkoj saveznoj državi Teksas. Prema popisu stanovništva iz 2010. u njemu je živjelo 1.228 stanovnika.